# 튀르키예와 이슬람 예술 박물관
튀르키예와 이슬람 예술 박물관(튀르키예어: Türk ve İslam Eserleri Müzesi)은 튀르키예 이스탄불 파티흐 술탄아흐메트 광장에 있는 박물관이다. 1524년에 지어진 이 건물은 원래 술레이만 대제의 두 번째 대재상이었던 파르갈리 이브라힘 파샤의 궁전이었다. 이 박물관에는 이슬람 예술에 관한 것들이 전시되고 있다.